# Capsicum cornutum
Capsicum cornutum är en potatisväxtart som först beskrevs av William Philip Hiern, och fick sitt nu gällande namn av A. T. Hunziker. Capsicum cornutum ingår i släktet spanskpepparsläktet, och familjen potatisväxter. Inga underarter finns listade i Catalogue of Life.